# Bianco e nero (film 1990)
Bianco e nero è un film televisivo del 1990 diretto da Fabrizio Laurenti, andato in onda in prima visione su Rai 2 il 22 novembre 1990.

## Trama
Un giovane laureato di colore inizia a collaborare con una radio locale del Veneto gestita da altri giovani amichevoli e dotati d'apertura mentale. Tuttavia, anche in una provincia ricca e avanzata non mancano casi di pregiudizio e intolleranza verso ciò che appare diverso e può destare timore. La situazione farà innescare sentimenti d'avversione verso lo straniero in un gruppo di ragazzi provenienti da famiglie "dabbene" e sfocerà, esacerbando, nella tragica morte del giovane di colore.